# Machová
Obec Machová se nachází v okrese Zlín ve Zlínském kraji. Žije zde 691 obyvatel. Leží necelé 4 km východně od Tlumačova a přes 5 km severně od Otrokovic.

## Historie
První písemná zmínka o obci pochází z roku 1397. V tomto období byla součástí količínského panství a zapsána byla Ješkovi (Janovi) a Zdeňku Šternberkům na Lukově. Od té doby byla spojena s holešovským panstvím, protože Šternberkům patřila tehdy mj. polovina Holešova. Machová zůstala při holešovském panství (poté okrese) až do roku 1942, kdy byl okres Holešov zrušen. Zřízen byl okresní úřad Kroměříž, do jehož působnosti byla obec začleněna. Po druhé světové válce byla obec přičleněna k okresu Gottwaldov (dříve a nyní opět Zlín).
Názvosloví: Machowalhota (psáno dohromady) – 1397, dwuor Machowsky – 1527, wes Machowan – 1589, Machowa – 1675, Lhota Machowa – 1846. Názvu Machová se trvale používá od roku 1881.

## Pamětihodnosti
- Kříže – ve vesnici a za kravínem
- Replika zvonice zbourané v roce 1994, je zasvěcena svatému archandělu Michaelovi
- Replika původní sochy Panny Marie z roku 1888
- Smírčí kříž z roku 1831

## Galerie

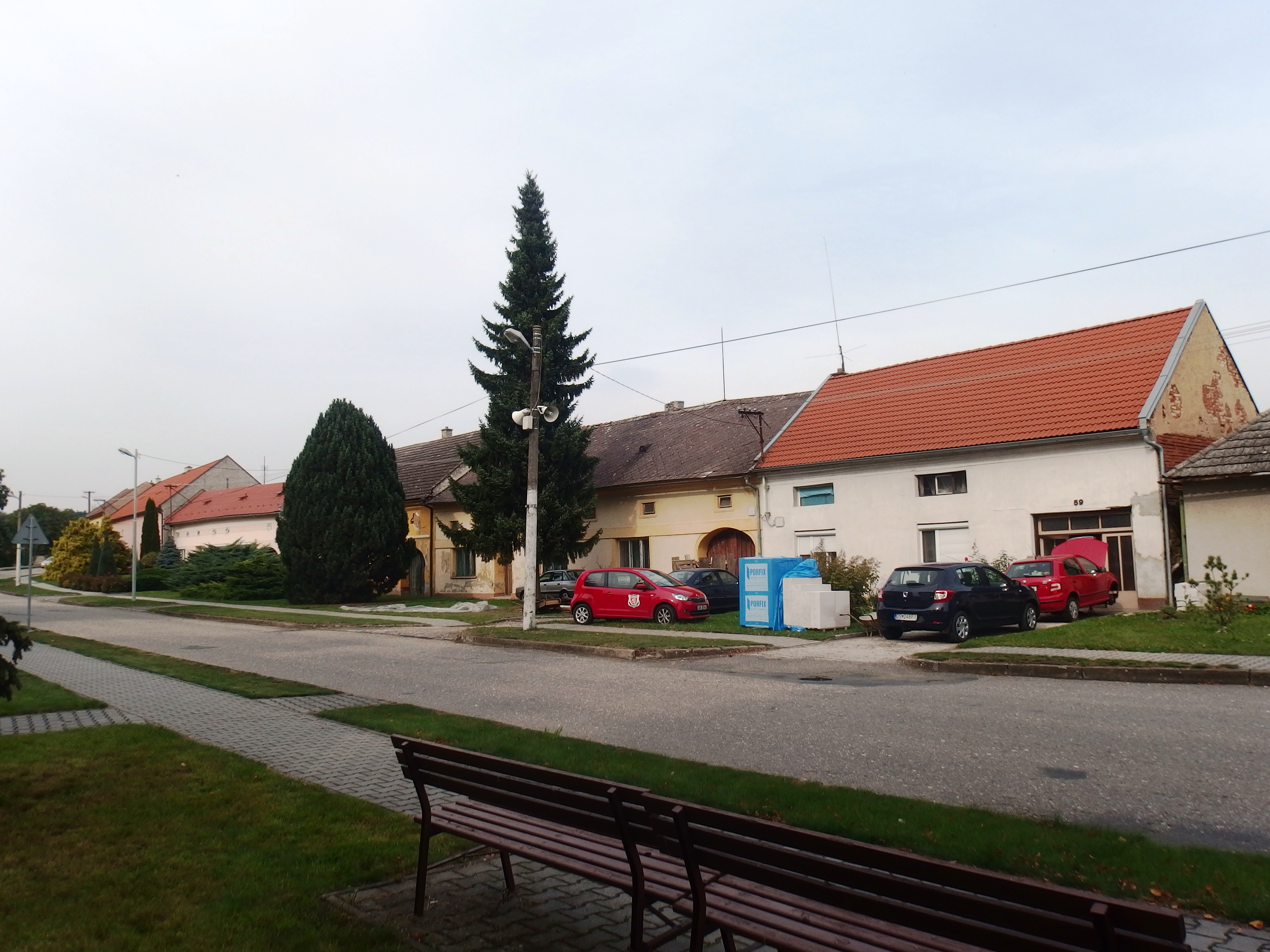
Náves (mimo hlavní silnici)
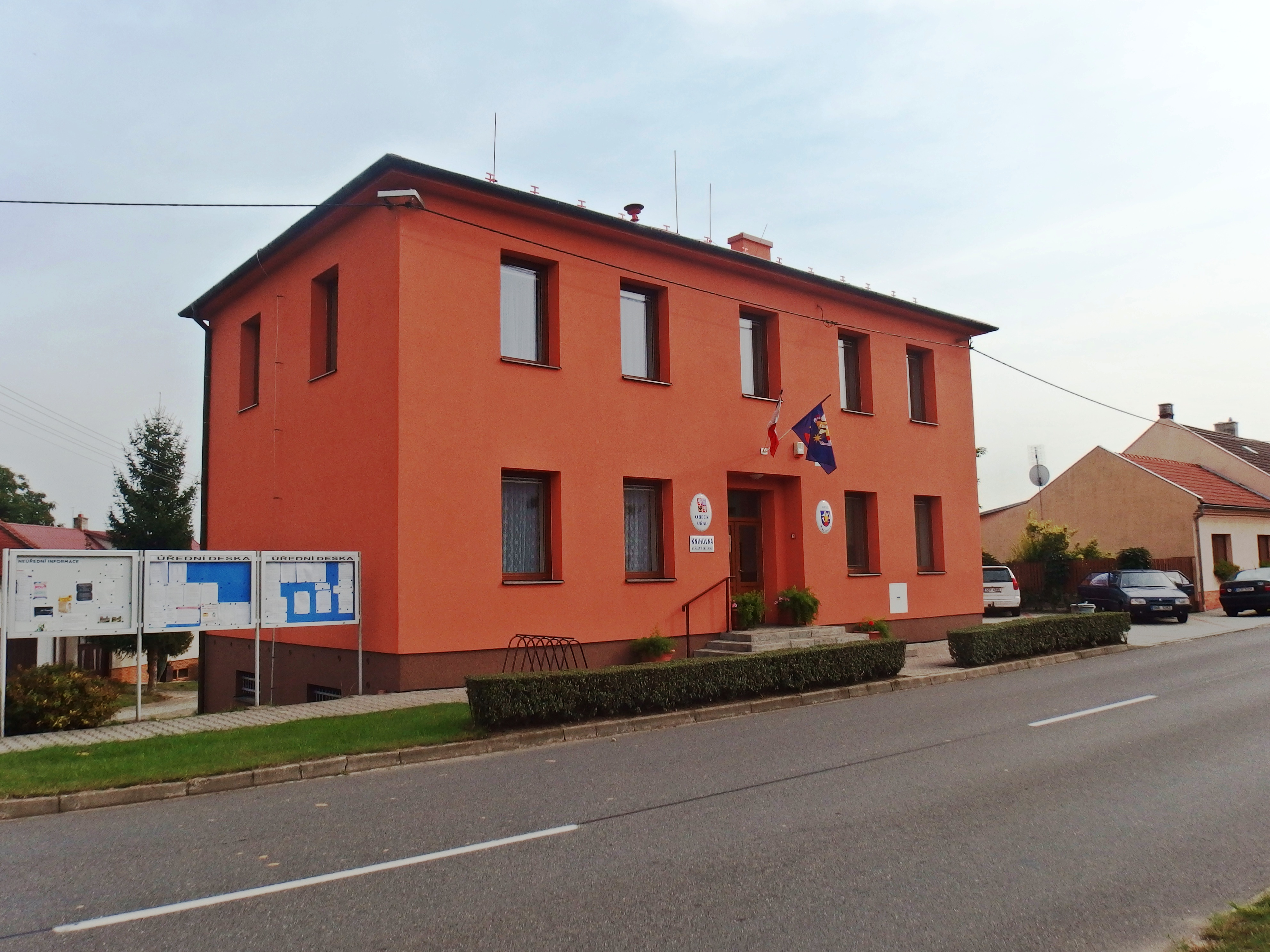
Obecní úřad
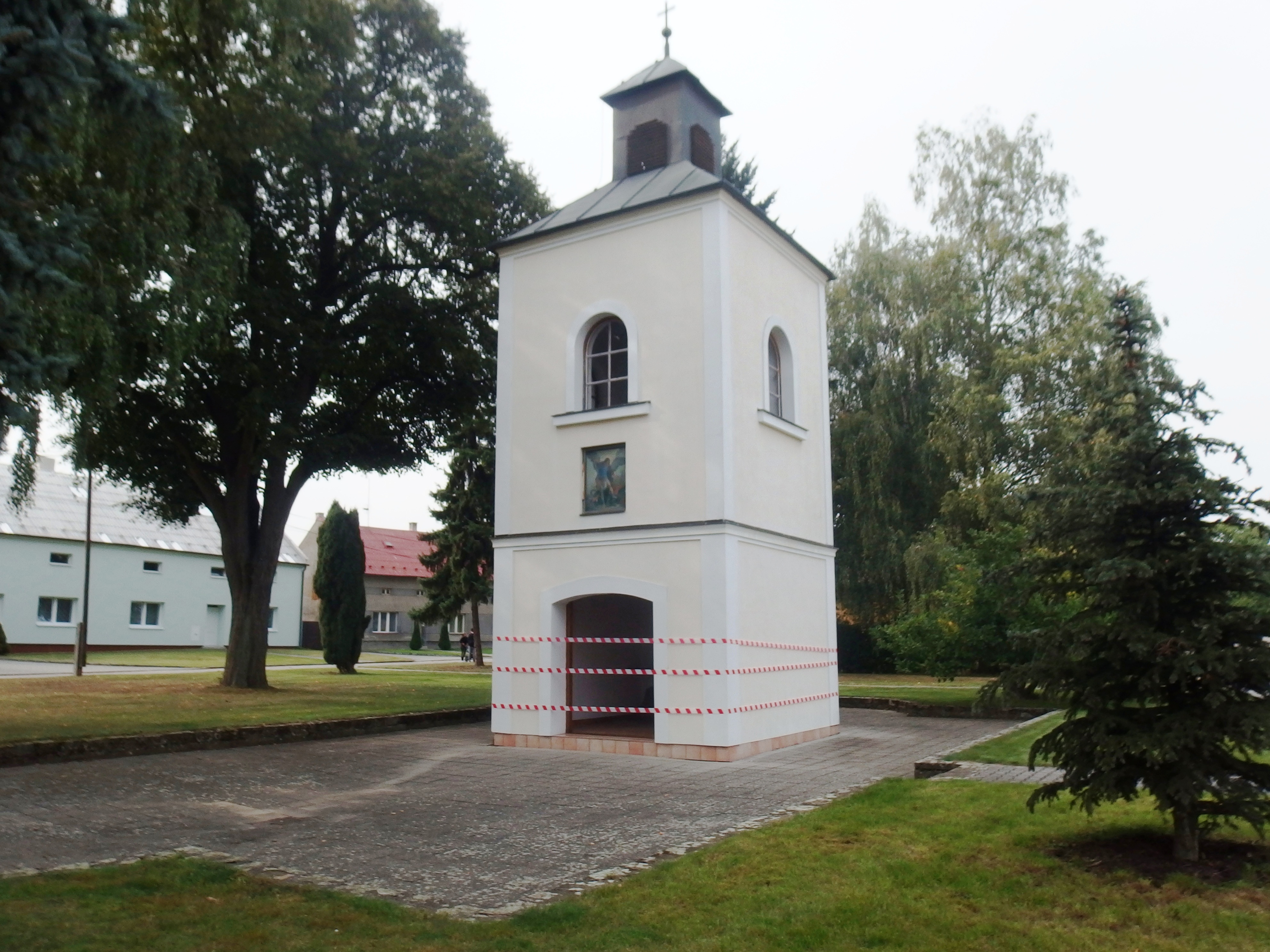
Replika historické zvonice na návsi
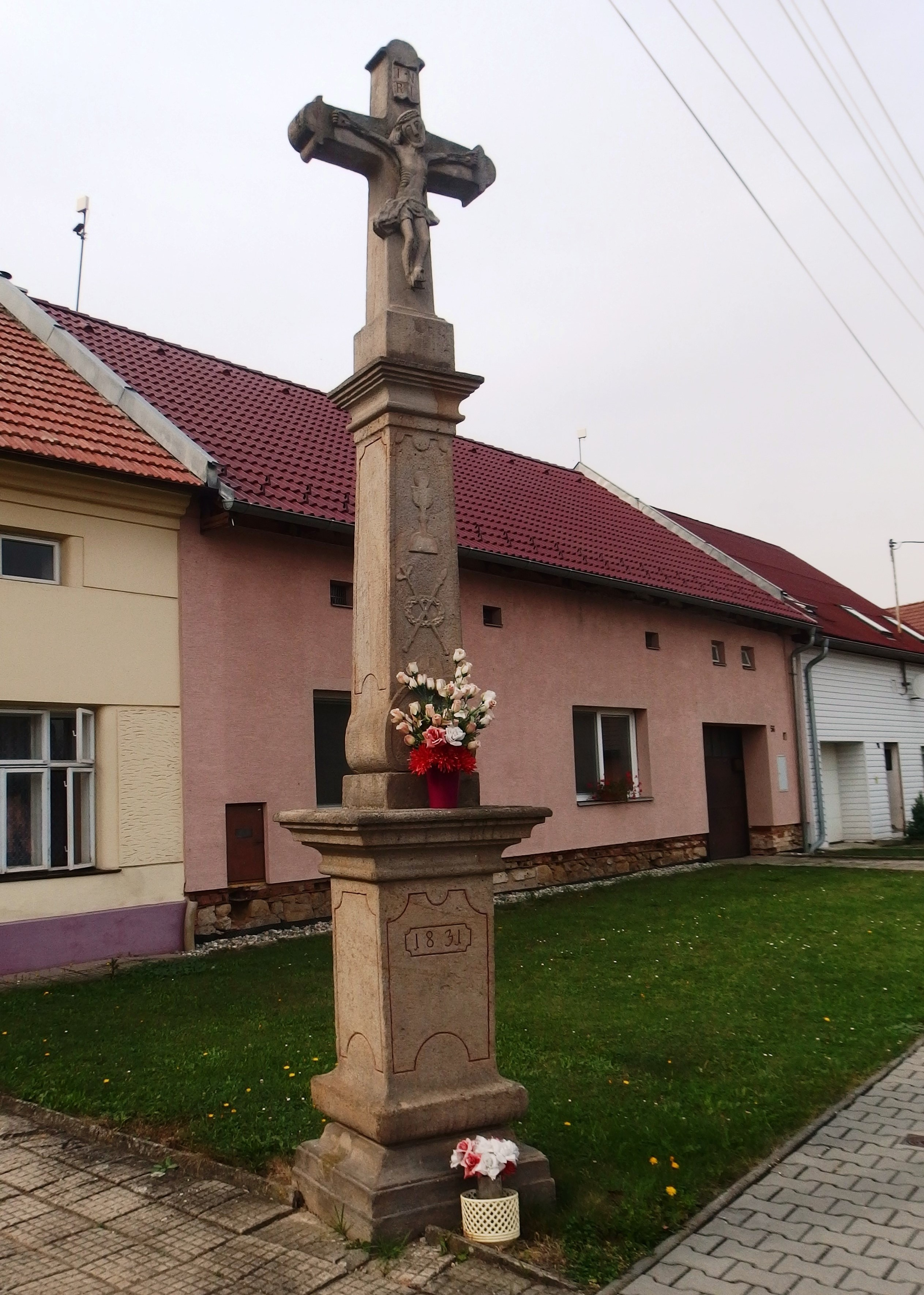
Památkově chráněný kříž, datovaný 1831